# Léonce de Joncières
Pour les articles homonymes, voir Joncières.
Victorin Joseph Léonce Rossignol de Joncières dit Léonce de Joncières (14 février 1871, Dompierre-sur-Mer, Charente-Maritime - 4 mars 1952, Avignon, Vaucluse) est un artiste peintre, aquarelliste, illustrateur et poète français.

## Biographie
Né à Dompierre-sur-Mer le 14 février 1871, Léonce est le fils du musicien Victorin de Joncières — alors officier militaire et mobilisé du fait du conflit franco-allemand — et de Louise Jenny Berliner ; il a un frère cadet, André de Joncières, qui deviendra patron de presse. En 1891, Léonce est admis comme élève de l'école des Beaux-Arts de Paris ; il a pour professeurs William Bouguereau, Tony Robert-Fleury et Luc-Olivier Merson. Après avoir tenté deux fois le prix de Rome en peinture, il expose pour la première fois au Salon des artistes français en 1897, deux peintures d'inspiration religieuse, dont Jésus tenté par le démon, et reçoit la médaille d'honneur. En 1907, devenu membre de la Société des artistes français, il reçoit la médaille d'argent. Par la suite, il devient membre du Salon d'automne dès 1905. Joncières a légalement livré des illustrations et des textes à divers périodiques comme L'Album des légendes (1894), Le Journal, la Revue des Deux Mondes, la Revue de Paris (1899)... Il a publié des ouvrages en tant qu'auteur de poésie et en a illustré. Il reçoit le prix Archon-Despérouses en 1897 pour son recueil de poèmes, L'Âme du sphinx.
Joncières est un habitué des séjours à Cabourg ; en juillet 1907, il y fait la connaissance de Marcel Proust. Le 4 août 1914, il est nommé chevalier de la Légion d'honneur, avec pour parrain l'acteur Albert Lambert. Lié également à Henri Bataille, il compose une œuvre pour la scène, Fabienne ou le Fil d'Ariane créée à la Comédie-Française en 1919-1920. C'est également un intime de Liane de Pougy.
Il expose chez Georges Petit dans les années 1920 et au Salon des artistes français jusqu'en 1937, dont un grand nombre de scènes d'intérieur.
Léonce de Joncières meurt le 4 mars 1952 à Avignon.

## Conservation
- ENSBA : diverses études et esquisses dont Les adieux d'Œdipe à ses filles (1891-1896).
- La Chanson du tzigane, huile sur toile, 1898, collection du CNAP / musée de Belley.
- L'Heure mauve à Venise, huile sur toile, 1914, collection du CNAP / musée d'archéologie de Lons-le-Saunier.
- Le Meuble en bois de rose, huile sur toile, avant 1921, collection du CNAP.
- Le Grand Escalier, huile sur toile, 65 × 50 cm, 1926, musée d'Orsay[10].

## Publications et illustrations
- L'Âme du sphinx, poèmes, Alphonse Lemerre, 1896.
- Tanagra, poèmes, Mercure de France, 1900.
- J.-H. Rosny, Bérénice de Judée, illustrations gravées à l'eau-forte par Louis Busière, Jules-Louis Massard, Edmond-Jules Pennequin, et Thévenin, Romagnol, 1906 — lire sur Gallica.
- Lucien Dhuys, Lorenza et le chèvrepied, avec 18 aquarelles gravées par Ch. Thévenin, Auguste Blaizot, Editeur, Paris, 1927.